# Муццано (П'ємонт)
Муццано (італ. Muzzano, п'єм. Mussan) — муніципалітет в Італії, у регіоні П'ємонт, провінція Б'єлла.
Муццано розташоване на відстані близько 550 км на північний захід від Рима, 60 км на північ від Турина, 6 км на захід від Б'єлли.
Населення — 617 осіб (2014).

## Демографія
Населення за роками:

Станом на 1 січня 2023 року в муніципалітеті офіційно проживало 26 іноземців з 13 країн, серед них 6 громадян країн Євросоюзу та 1 громадянин України.

## Сусідні муніципалітети
- Камбурцано
- Гралья
- Окк'єппо-Суперіоре
- Сордеволо